# Redován
 (mai 2025).
Si vous disposez d'ouvrages ou d'articles de référence ou si vous connaissez des sites web de qualité traitant du thème abordé ici, merci de compléter l'article en donnant les références utiles à sa vérifiabilité et en les liant à la section « Notes et références ».
Redován, est une municipalité d'Espagne au sud de la province d'Alicante, dans la comarque de la Vega Baja del Segura et située entre les historiques Royaumes de Valence et de Murcie. Elle est située entre la rivière Segura et au pied de sa belle Montagne de Redován.

## Géographie

Localisation de Redován
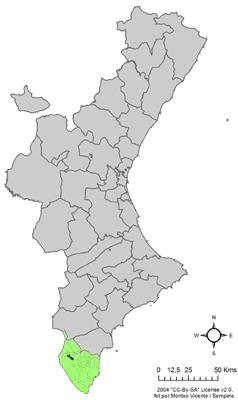
dans la Communauté valencienne.
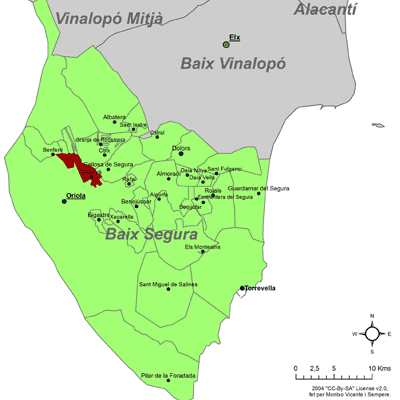
dans la comarque de la Vega Baja del Segura.

## Attractions Touristiques
Redován possède une magnifique montagne, où pratiquer l'escalade, la descente en rappel, le saut de base, la Randonnée pédestre.
Il y a la plus grande via ferrata d'Espagne, avec Pont de singe.
C'est aussi le lieu de passage de deux itinéraires littéraires très importants: Le Camino del Cid et le Chemin du Poète Miguel Hernández.

### Comment s'y rendre
- Par avion. L 'Aéroport d'Alicante-Elche est à seulement 25 minutes et le Aéroport de Murcie-San Javier à environ 50 minutes
- Par la route: parfaitement interconnecté, depuis la route méditerranéenne A-7 avec accès depuis la sortie 541; vers la route nationale N-340. Vous pouvez également arriver par les routes autonomes CV900 depuis Orihuela ou Callosa de Segura et par le CV919 depuis Almoradí
- En bus: La ligne de bus régulière de la compagnie ALSA entre Alicante et Murcie et le service régional métropolitain entre Albatera-Orihuela, ont un point d'arrêt à Redován.
- En train: la gare la plus proche est la Callosa de Segura qui est à seulement 2 kilomètres et a une connexion courte distance avec la ligne Alicante à Murcie, à mi-distance de la ligne Carthagène - Barcelone et même avec des connexions internationales Talgo qui mènent à des villes du sud France se terminant en Marseille. De plus il y a aussi une navette-train pour prendre le AVE à Madrid.
- Par mer: Les zones portuaires de passagers et de marchandises les plus proches sont celles de Port d'Alicante et Port de Carthagène.

## Monuments et lieux d'intérêt
- Palais de  l'Ordre des Prêcheurs: Il s'agit du bâtiment qu'il occupe actuellement L'Hôtel de Ville et qui était à l'origine un Palais-Résidence qui avait les Pères dominicains du Collège de l'Université d'Orihuela et qui détenait le domaine féodal sur Redován de 1616 au XIXe siècle. Apparemment, la conclusion définitive de l'édifice date de 1726.

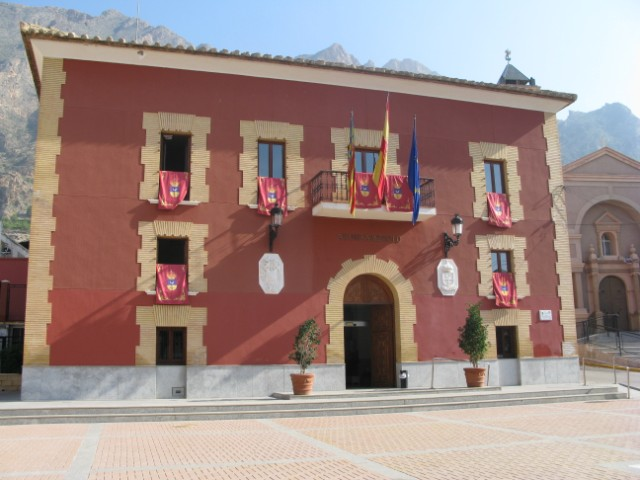
Palais de l'Ordre des Prêcheurs (Mairie actuelle)

- Ancien hôtel de ville. (La maison de l'horloge). Avec un clocher datant de la fin du XIXe siècle, fait à la main et de grande valeur artistique, avec un mécanisme impressionnant et un magnifique clocher, c'est l'un des monuments les plus importants et emblématiques que la municipalité conserve. L'horloge est en fonctionnement et possède deux sphères avec clocher. Situé sur la place de la mairie. C'était le siège du premier hôtel de ville constitutionnel. Il abrite actuellement les locaux de laCommune "La Vega" qui regroupe les municipalités de Redován, San Miguel de Salinas, Algorfa et Jacarilla
- Église de San Miguel Arcángel. Temple paroissial du XIVe siècle, juste dans l'année (1396) de la fondation de la ville.
- Ancien refuge de bergers "(milieu du XVIIIe siècle). Il s'agit d'un petit refuge de berger situé au point culminant de sa montagne.
- Ermitage de Notre Dame la Vierge de la Santé "(XXe siècle). Avec une petite taille de la Vierge de la Santé et Saint Cristóbal.
- Ermitage de San Carlos "(S. XX). Avec une petite taille de San Carlos Borromeo et la Virgen de los Dolores.
- Ermitage de la Sainte Croix du Rincón "(S. XX).

## Festivals et traditions
Les grandes festivités sont célébrées tout au long du mois de septembre en l'honneur de leurs patrons; Notre-Dame de la Santé et Saint Michel Archange. Dans lesquels nous devons souligner ses processions, White Party, Pilgrimage to the Sierra, Corrida de "Vaquillas", Concerts et événements culturels, et défilés de Maures et Chrétiens, Gramaores, etc.
Pendant la semaine sainte, de nombreuses processions sont organisées par les différentes confréries.
En tant que tradition ancestrale de Redován, il conserve encore du SXVI les "Cantos de Auroros" natifs, qui sont chantés aux premières heures de chaque premier dimanche de chaque mois de Pâques à Noël, et tous les dimanches de mai et octobre, dans les rues de la municipalité. Cette tradition est présentée en attendant sa déclaration de BIC (Propriété d'Intérêt Culturel) de nature immatérielle.

## Gastronomie

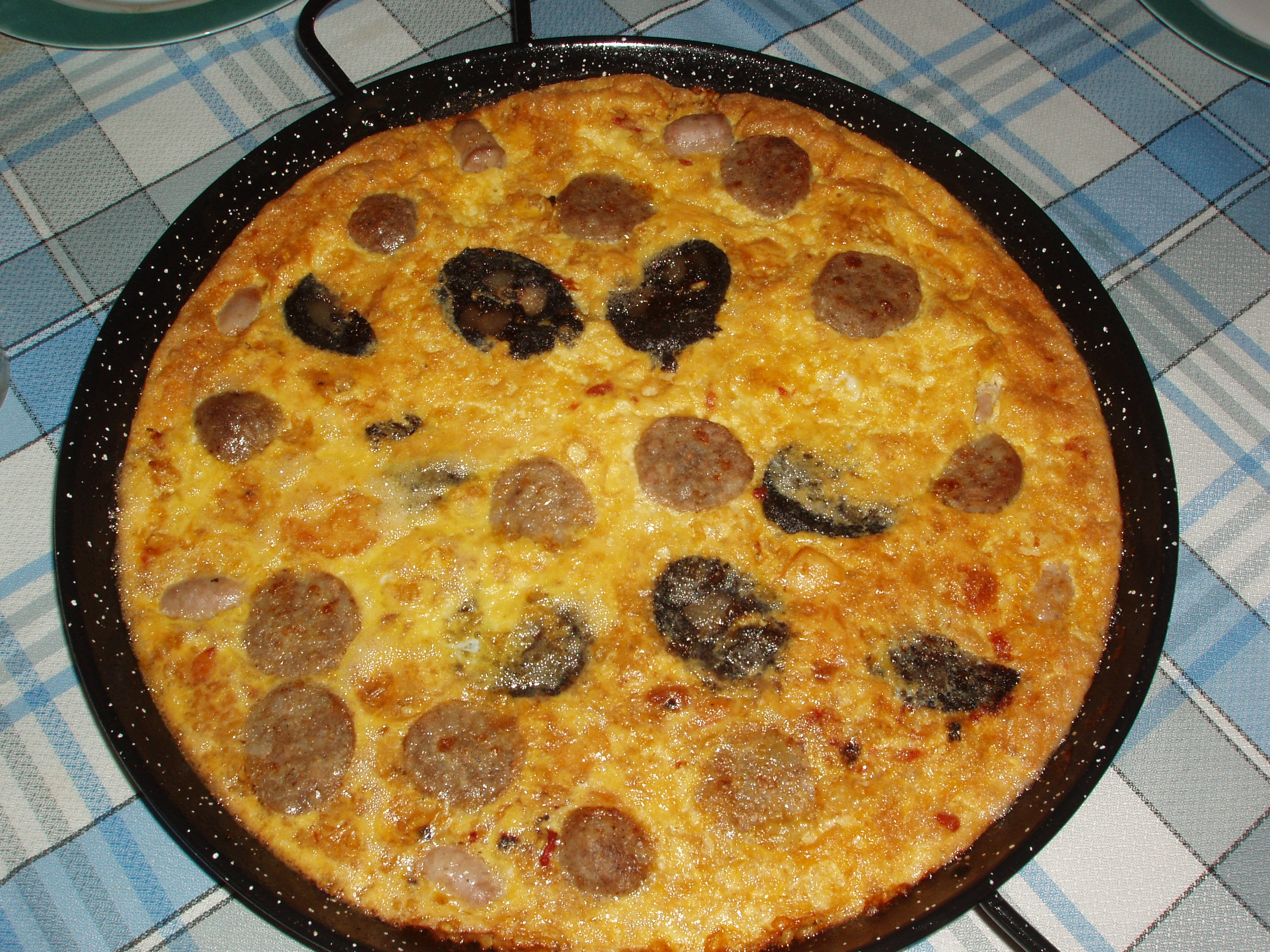
Arroz y costra

Redován a un grand prestige de tradition gastronomique qui se manifeste dans ses artisanales boucheries locaux, et la fabrication artisanale d'une grande variété de salazones de poisson fumé. Ils mettent également en évidence plusieurs pâtisseries et cuits dans les neuf fours traditionnels, sur un feu de bois qui sont encore conservés.
Quant à sa bonne table, il y a généralement de plats dans lesquels on retrouve les magnifiques légumes de sa Verger, ainsi que la paella de arroz y costra, arroz con conejo y serranas, cocido con pelotas, Arroz de los tres puñaos, Trigo Picao, Cucurrones, migas ruleras, gacha-miga, Guiso de Bacalao, Camarrojas fritas, Bleas cocidas, Ensalada de Lisones, Ensalada de Alcachofas con capellán.
Les tapas typiques sont Taza con Pelota, Michirones, la Omelette d'artichaut et pain de viande feuilleté.
En été, la Mantecada crème glacée (à base de lait et de jaune d'oeuf), ainsi que le slush au citron ou à l'eau d'orge sont typiques.
Les bonbons typiques sont les traditionnels: almojábanas, Pitisús, Rollos de Calabaza, Tartes aux amandes, monas de pascua, Tocino de Cielo, Muffins à l'huile, Gâteaux de gloria, Milhojas, Buñuelos d'orange, Torta Boba, Gachas con Arrope y Calabazate.
À Noël, il est typique Bonbons de Noël comme les Toñas, Almendraos, Les fleures d'Angel et Mantecás, etc.
De plus, il y a un nougat très typique qui est fait de sucre grillé et de rosettes de maïs (également connu sous le nom de "Brunch Nougat", car les garçons le donnaient traditionnellement à leurs copines.

## Jumelage
Redován est jumelé avec:
- France Saint Aubin de Médoc, Aquitaine, France

## Économie
Depuis le Moyen Âge, à Redován, un important secteur agricole s'est développé à base de produits horticoles.
Elle avait aussi une certaine production de pertinence de la soie, le coton et le chanvre.
Le reste du secteur agricole est destiné à la production de fruits et légumes, dont les agrumes et les artichauts.
Quant à l'industrie, la fabrication de textiles de broderie domestique se démarque depuis des années.
Cependant, Redován possède un important secteur commercial et de services, parmi lesquels la production artisanale de produits de boulangerie et de confiserie, ainsi que de saucisses et de produits à base de viande. Il a également un menu complet et varié de restaurants, bars et cafés avec une très bonne acceptation parmi les villes environnantes. Il possède également l'une des plus grandes macrosalles de fêtes d'Europe.

## Histoire
L'étymologie la plus vraisemblable fait référence à un militaire musulman de nommé Reduan ou Ridwan.
Depuis l'Antiquité, différentes civilisations méditerranéennes ont traversé Redován: Ibères, Phéniciens, Grecs, Romains et Arabes. On sait que différentes cultures de l'Antiquité habitaient leur montagne, qui pourrait être considéré comme l'une des plus anciennes villes de la région, et un important passage dans la péninsule sud-est depuis des siècles.
Dans son terme, de nombreuses fouilles archéologiques ont été faites dans lesquelles au cours de la dernière décennie du XIXe siècle , un site ibérique a été trouvé, qui attribuait des céramiques importées gréco-romaines et des figures de vernis rouge et noir, des céramiques ibériques et une série de sculptures Ibères déposés au Musée du Louvre à Paris. Parmi ces pièces se distingue le Griffon de Redován, représentant de la sculpture ibérique. L'œuvre représente un animal fantastique, avec des yeux exorbités, des mâchoires ouvertes en forme de bec, de grands sourcils réunis, simulant un palmetto protohellénique, chypriote ou phénicien, et dans le col de l'utérus, une crête dentelée, flanquée de deux cornes de chèvre. Cette pièce, avec une tête humaine, est retournée en Espagne en 1941, transférée au Musée national d'archéologie de Madrid.

### Âge antique: premières civilisations
Dans cette zone, pendant la soi-disant culture d'El Argar, il y aura des incursions celtiques qui se mélangeront avec la population ibérique indigène donnant naissance à la génération de la race contestana.
Vers le VIe siècle av. J.-C., commerçants grecs et phéniciens pénètrent dans la région qui laisseront sans doute leur empreinte sur les manifestations artistiques qui se sont retrouvées dans les sites archéologiques.

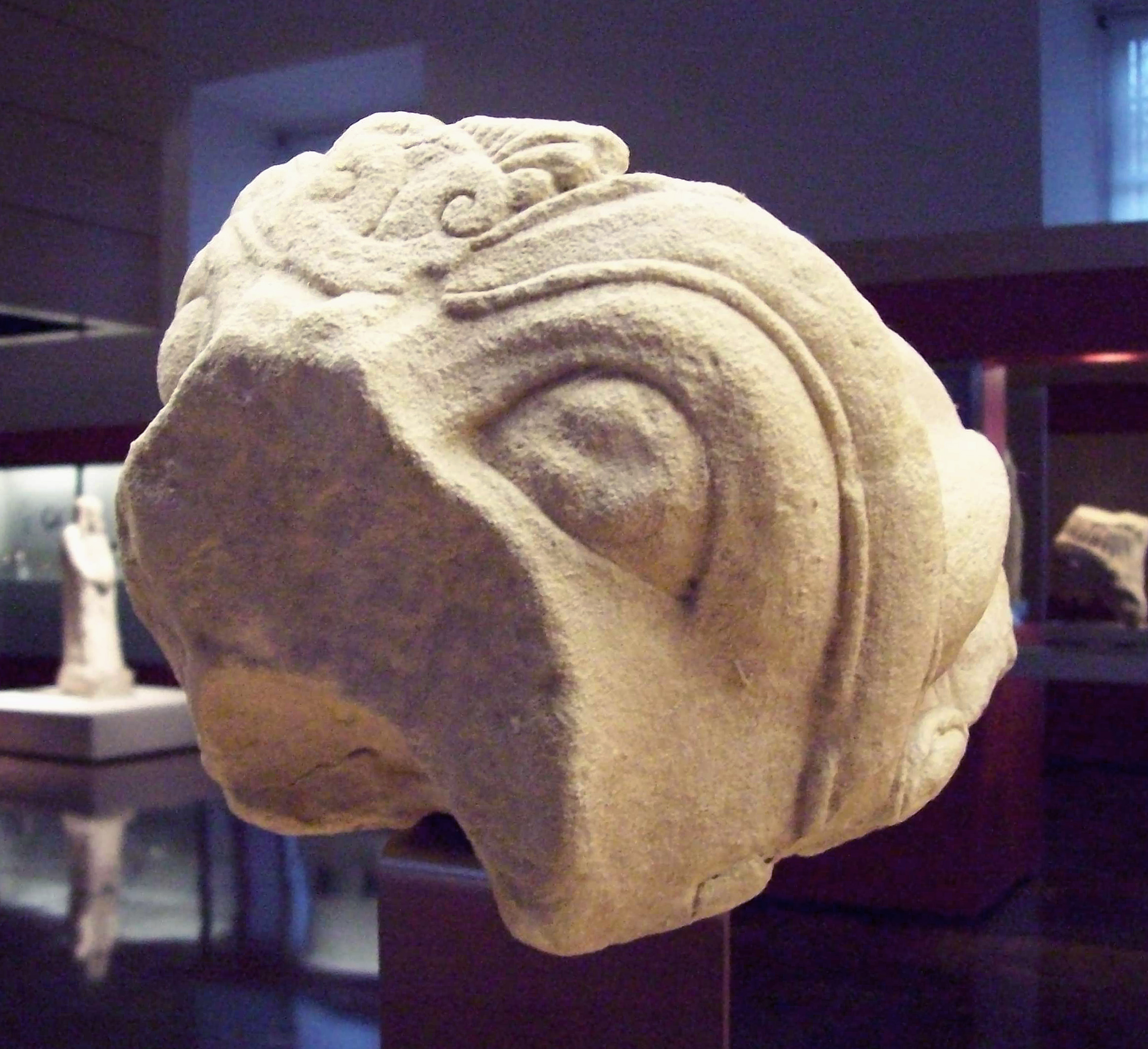
Griffon de Redován (M.A.N., Madrid).

Mais vers l'an 223 av. J.-C., les Carthaginois modifièrent considérablement la coutume du lieu et peu de temps après, les Romains colonisèrent la région en imposant leur langue latine, leur religion et leur culture jusqu'à la chute de l'Empire lui-même et les invasions germaniques ultérieures. Plus tard, les Byzantins sont arrivés à l'époque de l'empereur Justinien, qui a été accueilli avec un plus grand accueil que les Wisigoths, par la population indigène, car ils ont trouvé de plus grandes similitudes culturelles.

### Moyen Âge: premiers itinéraires urbains
Mais encore une fois, les Wisigoths reconquièrent la région en laissant à nouveau une grande marque, car dans la ville voisine d'Orcelis (aujourd'hui Orihuela), serait établie comme la capitale de l'une des 8 provinces wisigothes qui formeraient le royaume d'Hispanie. Au cours de l'année 713, l'invasion musulmane avance. Bien que cette zone ait continué à maintenir son indépendance politique et administrative à travers le célèbre Pacte de Teodomiro, s'installant dans le Royaume de Tudmir basé à la ville voisine de Orihuela.
En 825, après la mort du roi Teodomiro, l'émirat omeyyade de Cordoue a été transféré à la capitale, transférant la capitale à Murcie, jusqu'à l'ère califale. Passage en 1037 à l'émirat de Valence. De 1053 à 1212, ce fut une terre frontalière, passée des mains de Valence à Murcie et vice versa.
L'enfant Alfonso, qui deviendra plus tard le futur roi Alfonso X le Sage, a conquis ces terres en faveur de la couronne de Castille au milieu du XIIIe siècle avec des colons castillans.
Plus tard, Jaime II d'Aragon a conquis ces domaines, en 1296 en le passant au Royaume de Valence, appartenant à la Couronne d'Aragon. Après le 1304, elle est définitivement définie au sein du Royaume de Valence.

### La légende de Ridwan
Bien qu'un siècle plus tard, une légende apparaisse, selon laquelle l'origine de la conception urbaine actuelle de Redován serait due à Abu-I-Nu'Aym Ridwan, dont provient sa dénomination étymologique. Qui, en tant que général militaire, vizir et chambelan des rois nazaries de Grenade Mohamed IV, Yusuf I et Mohamed V, a fait plusieurs incursions sanglantes à La Vega del Segura, attaquant, entre autres, le château de Guardamar del Segura à l'année 1331 afin d'assiéger et de capturer des esclaves, avec lequel il a construit l'Université et l'Alhambra de Grenade. Pour lequel il a aménagé la Muntagne de Redován comme un lieu de refuge où cacher les richesses et les trésors qu'il pillait sur son chemin. Depuis lors, ce lieu était appelé "des Reduanes" ou "Enfants de Ridwan". Être connu comme un endroit dangereux où des bandits effrayants se cachaient sous le commandement de Abu-I-Nu'Aym Ridwan.
Peu à peu, l'endroit a été aménagé avec une maison de campagne pour le plaisir des loisirs de la noblesse de la ville d'Orihuela, en particulier pour la fabuleuse chasse qui abritait la montagne. Plus tard, plusieurs maisons ont été construites qui formaient une petite ferme d'agriculteurs. Considérant la fondation effective de la ville en tant que telle, à partir de l'année 1396, avec la construction à la place de Redován d'un temple religieux chrétien sous l'invocation de Saint Michel.

### Señorío de Jurisdicción Alfonsina et les chevaliers de Santangel
Le 7 juin 1401, on sait que Don Bernar Tapiols était seigneur de Redován, après avoir épousé un descendant du Mirón. En 1490, la famille Mirón a vendu Redován à M. Jaime Santángel, gentilhomme de la conquête du royaume de Valence (Jaime était avec son frère Luis de Santángel, les emprunteurs royaux qui ont payé les voyages de Christophe Colomb pour la découverte de l'Amérique)
Entre 1565 et 1572, la population a considérablement augmenté en raison du boom économique de leurs terres et de l'immigration et qui avait été dispersée après plusieurs rébellions sur ces terres. Bien que bien, au cours du XIVe siècle, la propriété de Redován sera laissée sans héritier lorsque le dernier des Santángel mourra sans progéniture. Ainsi, en 1579, le roi Philippe II s'approprie de Redován.

### La Charte Puebla et Les dominicains
Le 16 octobre 1614, Jerónimo de Rocamora a accordé à ce lieu la Charte de Puebla avec l'intention d'exercer les droits de propriété de la municipalité et de l'acheter. Bien qu'il n'y parvienne pas, depuis le 12 janvier 1616, l'illustre Collège de l'Ordre des Prêcheurs d'Orihuela a retiré ses droits d'achat, après l'avoir acquis pour la somme de 12000 livres un an plus tôt (le 2 mai 1615) par les dominicains qui gouvernaient l'Université d'Orihuela fondée par le cardinal Loaces un siècle plus tôt.
À partir de 1698, Redován acquiert une certaine importance municipale en devenant le centre administratif à partir duquel un nouveau noyau de la population pédiatrique était gouverné dans les anciennes terres appelées "Hondones ou El Fondó" que le Santangel a incorporé des annexes au manoir de Redován, situé au-dessus de la montagne d'Albatera, dans ce qui allait devenir la ville de Hondón de los Frailes et qui peuplait de paysans de Novelda. Curieusement, la population de Hondón de los Frailes prendra la Vierge de la Santé de Redován comme patronne de son église.

### Âge moderne: premier hôtel de ville constitutionnel
En 1810, à l'occasion de la nouvelle organisation des préfectures imposée par l'occupation napoléonienne de José I, elle devint dépendante du département de la rivière Segura, avec capitale à Murcie, étant à nouveau inclus dans la province d'Alicante, une fois l'occupation française terminée. En 1822, il devint dépendant de la province de Murcie, revenant définitivement en 1833 dans la province d'Alicante.
En vertu des confiscations promues par le triennat libéral (1820-1823), avec l'arrêté royal du 19 février 1836, ils privent les Dominicos de la propriété de Redován. Avec lequel le premier hôtel de ville constitutionnel est créé, avec un siège dans la maison de l'horloge et la propriété de toutes les terres du dominion est répartie en petites parcelles entre les agriculteurs qui habitaient la ville.

### Actualité
Au cours du XXe siècle, sa population a considérablement augmenté pour atteindre environ 8 000 habitants en raison du boom démographique et de l’origine de nouvelles familles des villages voisins qui ont choisi Redován pour vivre en raison de leurs conditions socioéconomiques. De même, il convient de noter la grande évolution urbaine qui a élargi le noyau de la population.